# Ponte da Barca
Ponte da Barca ist eine Kleinstadt (Vila) und ein Kreis (Concelho) im Norden Portugals am Rio Lima in der Nähe der spanischen Grenze. Im Kreis leben 11.044 Einwohner (Stand 19. April 2021).

## Geografie
Linksseitig des Rio Lima gelegen, ist der Ort 72 km nördlich von der Großstadt Porto, und 40 km östlich von der Distrikthauptstadt Viana do Castelo entfernt.

## Geschichte
|  |

Verschiedene Funde und Ausgrabungen belegen eine vorgeschichtliche Besiedlung, darunter Reste von Dolmen und Wallburgen der Castrokultur. 1979 wurden in der Gemeinde Lindoso zudem Felsgravuren entdeckt.
Nach dem Eroberungsfeldzug 137 v. Chr. des Decimus Iunius Brutus Callaicus wurde das Gebiet römisch. Aus dieser Zeit wurden Münzen, Keramik und Skulpturen gefunden, und eine Brücke ist erhalten geblieben. Das als Anobrega bekannte römische Verwaltungsgebiet hatte als Terra de Nóbrega bis ins Mittelalter Bestand. Theresia von Kastilien gab ihm 1125 erste Stadtrechte (Foral).
In den Jahren nach der Unabhängigkeit des Königreich Portugals (ab 1139) kamen auch hier vermehrt Jakobspilger auf dem Weg nach Santiago de Compostela durch. Sie mussten den Fluss in einem Fährboot (Portugiesisch: Barca) überqueren. 1220 wurde erstmals eine Ortschaft Barca im Kreis Terra de Nóbrega erwähnt. Ab 1386 war der Ort als Ponte da Barca bekannt, nachdem in vorherigen Jahren hier eine Brücke über den Lima errichtet worden war, und er wurde Sitz des Kreises Terra da Nóbrega, der später auch seinen Namen bekam. 1513 gab König Manuel I. dem Ort Ponte da Barca seine ersten portugiesischen Stadtrechte (Foral).

## Kultur und Sehenswürdigkeiten
Der Kreis Ponte da Barca liegt zum Teil im Nationalpark Peneda-Gerês. Wanderwege sind angelegt, und Flussbäder bieten Bademöglichkeiten.
|  |

Zu den Baudenkmälern des Ortes zählen Herrenhäuser, historische öffentliche Gebäude, steinerne Brunnenanlagen, eine römische und eine spätmittelalterliche Brücke sowie eine Reihe von Sakralbauten, darunter die einschiffige manieristisch-barocke Hauptkirche Igreja Matriz de Ponte da Barca (auch Igreja de São João Baptista) aus dem 16. Jahrhundert. Auch der historische Ortskern als Ganzes steht unter Denkmalschutz.
Unter den archäologischen Fundorten des Kreises ist insbesondere der Statuenmenhir von Ermida im Ortsmuseum von Ermida zu nennen.
Orte der Kultur sind u. a. die Schachvereinigung CXAM - Clube de Xadrez do Alto Minho, das Stadtarchiv (Arquivo Municipal), das städtische Veranstaltungszentrum Auditório Municipal - Casa de Santo António do Buraquinho, das Ausstellungs- und Verkaufszentrum für regionale Produkte (Centro de Exposição e Venda de Produtos Regionais ), das Quarzkristall-Museum Museu de Cristais de Quartzo in Vila Chã (Santiago) sowie die historisch-archäologischen Museen in Ermida und in der Burg von Lindoso.
Alljährlich am letzten Juliwochenende findet im Ort mit dem Festival Folk Celta de Ponte da Barca ein Musikfestival für keltisch inspirierte Musik statt, das von einem Alternativmarkt begleitet wird, u. a. mit internationalen Volkstanzdarbietungen, Ständen, und Akupunktur-, Yoga-, Reiki- und verschiedenen Massageangeboten. Zu den 2013 angekündigten Musikern gehören die irische Geigerin Niamh Ni Charra und die Pianistin und Sackpfeifenspielerin Cristina Pato aus Galicien.

## Verwaltung

### Kreis
Der Kreis Ponte da Barca grenzt im Osten an Spanien. Die Nachbarkreise sind (im Uhrzeigersinn im Norden beginnend): Arcos de Valdevez, Terras de Bouro, Vila Verde und Ponte de Lima.
Mit der Gebietsreform im September 2013 wurden mehrere Gemeinden zu neuen Gemeinden zusammengefasst, sodass sich die Zahl der Gemeinden von zuvor 25 auf 17 verringerte.
Die folgenden Gemeinden (freguesias) liegen im Kreis Ponte da Barca:

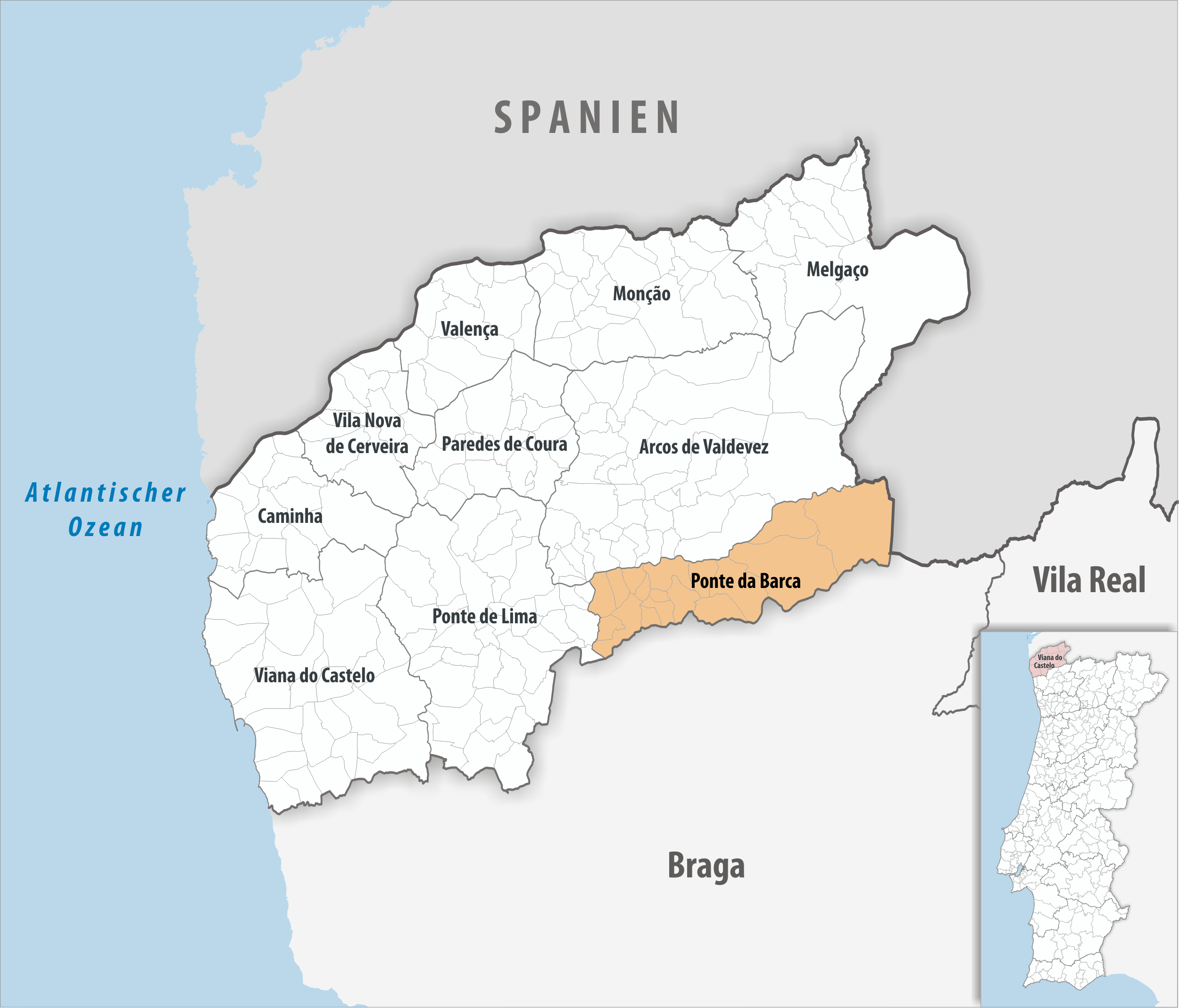
Kreis Ponte da Barca

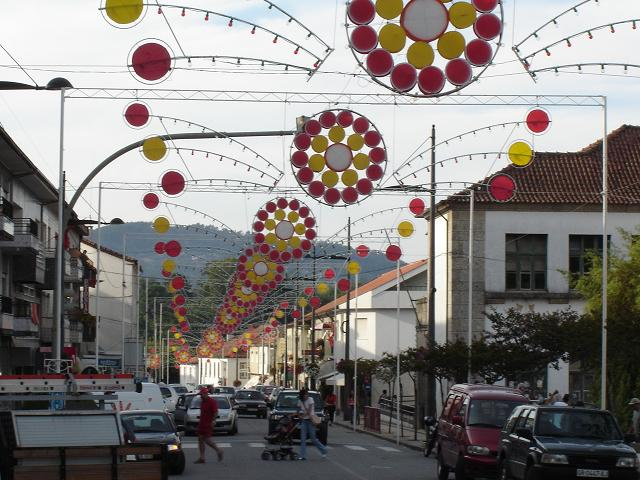
Zum Stadtfest am 24. August geschmückte Straße in Ponte da Barca (2004)

| Gemeinde                                                    | Einwohner (2021) | Fläche km² | Dichte Einw./km² | LAU- Code |
| ----------------------------------------------------------- | ---------------- | ---------- | ---------------- | --------- |
| Azias                                                       | 303              | 8,44       | 36               | 160601    |
| Boivães                                                     | 264              | 3,53       | 75               | 160602    |
| Bravães                                                     | 600              | 4,17       | 144              | 160603    |
| Britelo                                                     | 379              | 12,90      | 29               | 160604    |
| Crasto, Ruivos e Grovelas                                   | 768              | 9,92       | 77               | 160626    |
| Cuide de Vila Verde                                         | 311              | 3,82       | 81               | 160606    |
| Entre Ambos-os-Rios, Ermida e Germil                        | 498              | 38,67      | 13               | 160627    |
| Lavradas                                                    | 826              | 6,76       | 122              | 160611    |
| Lindoso                                                     | 373              | 46,03      | 8                | 160612    |
| Nogueira                                                    | 374              | 1,99       | 188              | 160613    |
| Oleiros                                                     | 447              | 3,41       | 131              | 160614    |
| Ponte da Barca, Vila Nova de Muía e Paço Vedro de Magalhães | 4.192            | 8,84       | 474              | 160628    |
| Sampriz                                                     | 307              | 6,56       | 47               | 160619    |
| Touvedo (São Lourenço e Salvador)                           | 327              | 6,09       | 54               | 160629    |
| Vade (S. Pedro)                                             | 240              | 2,65       | 90               | 160623    |
| Vade (S. Tomé)                                              | 295              | 1,57       | 188              | 160624    |
| Vila Chã (São João Baptista e Santiago)                     | 540              | 16,76      | 32               | 160630    |
| Kreis Ponte da Barca                                        | 11.044           | 182,11     | 61               | 1606      |

### Bevölkerungsentwicklung
| 1801   | 1849 | 1900   | 1930   | 1960   | 1981   | 1991   | 2001   | 2011   |
| 10.543 | 9488 | 12.962 | 13.634 | 16.265 | 13.999 | 13.142 | 12.909 | 12.061 |

### Kommunaler Feiertag
- 24. August

### Städtepartnerschaften
- Frankreich: Les Clayes-sous-Bois im Département Yvelines (seit 2003)[12]

## Wirtschaft
Der Kreis ist landwirtschaftlich geprägt, Viehwirtschaft ist einer der Schwerpunkte. Bekannt ist der hiesige Wein, insbesondere der Vinho Verde. Die Industrie ist hier vor allem mit holzverarbeitenden Betrieben und mit Unternehmen der Nahrungsmittelindustrie vertreten, insbesondere Milchprodukte sind zu nennen.

## Verkehr
Ponte da Barca ist Endpunkt der von Viana do Castelo kommenden Autobahn A27. Die Nationalstraße N101 quert den Ort und hat hier Anschluss an die A27.
Verschiedene private Busunternehmen bieten regionale und landesweite Busverbindungen an.

## Söhne und Töchter
- Diogo Bernardes (1530–1605), Lyriker
- Agostinho da Cruz (1540–1619), Mönch und Lyriker
- João Pimenta de Abreu († 1632), Bischof der Azoren
- Thomaz Xavier Ferreira de Menezes (1818–1891), Bauunternehmer in Brasilien, Vorfahre von Helô Pinheiro, dem Girl from Ipanema
- Casimiro D'Ascensão de Sousa e Menezes (1834–1910), Ingenieur und Philosoph
- Manuel Bento de Sousa (1835–1899), Arzt und Autor
- Júlio Cardoso (* 1938), Schauspieler und Theaterregisseur
- Rosa do Canto (* 1953), Schauspielerin
- Leonor Carneiro (* 1978), Leichtathletin

## Galerie

Einige Eindrücke aus den Gemeinden von Ponte da Barca
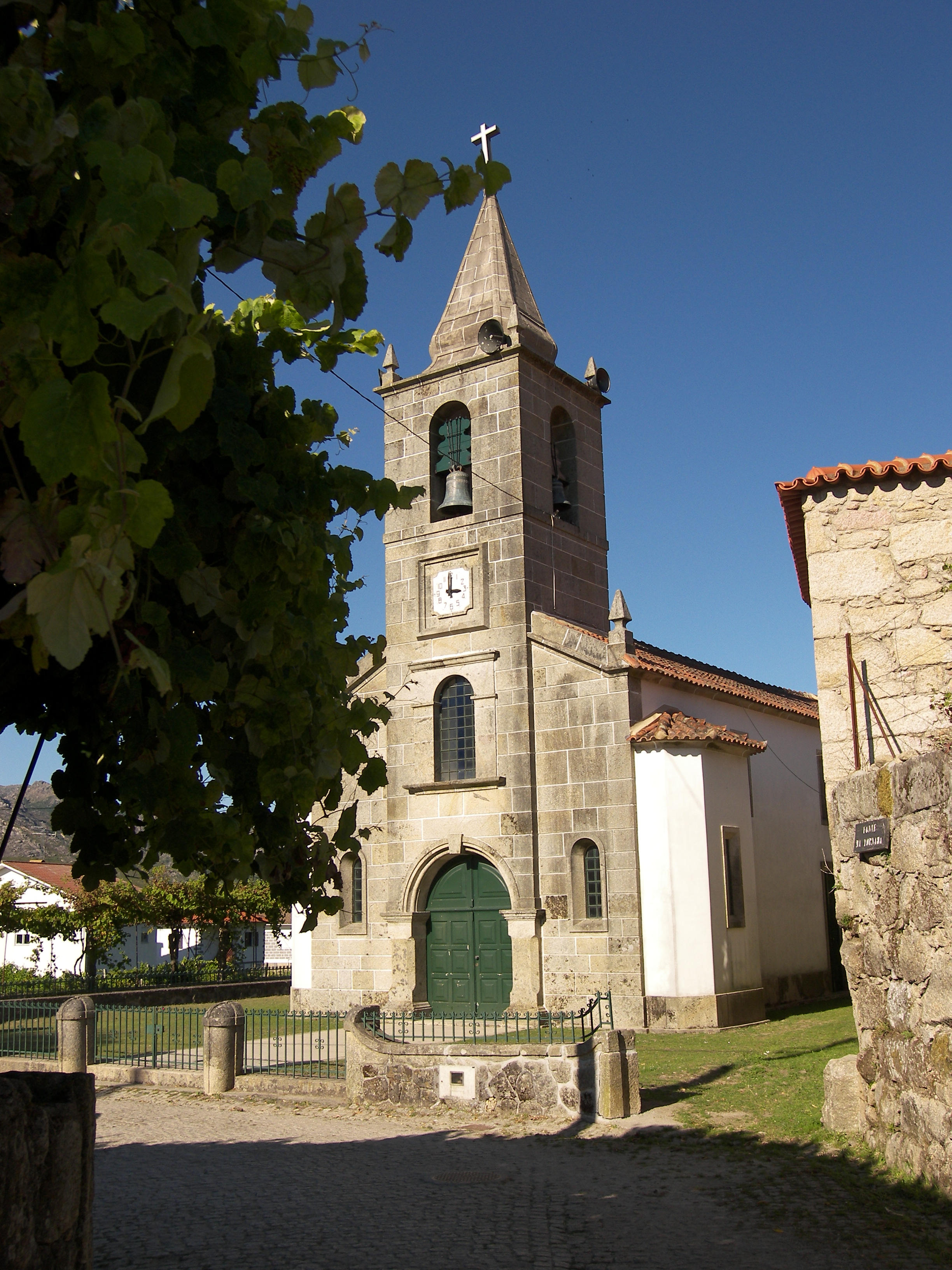
Kirche in Lindoso
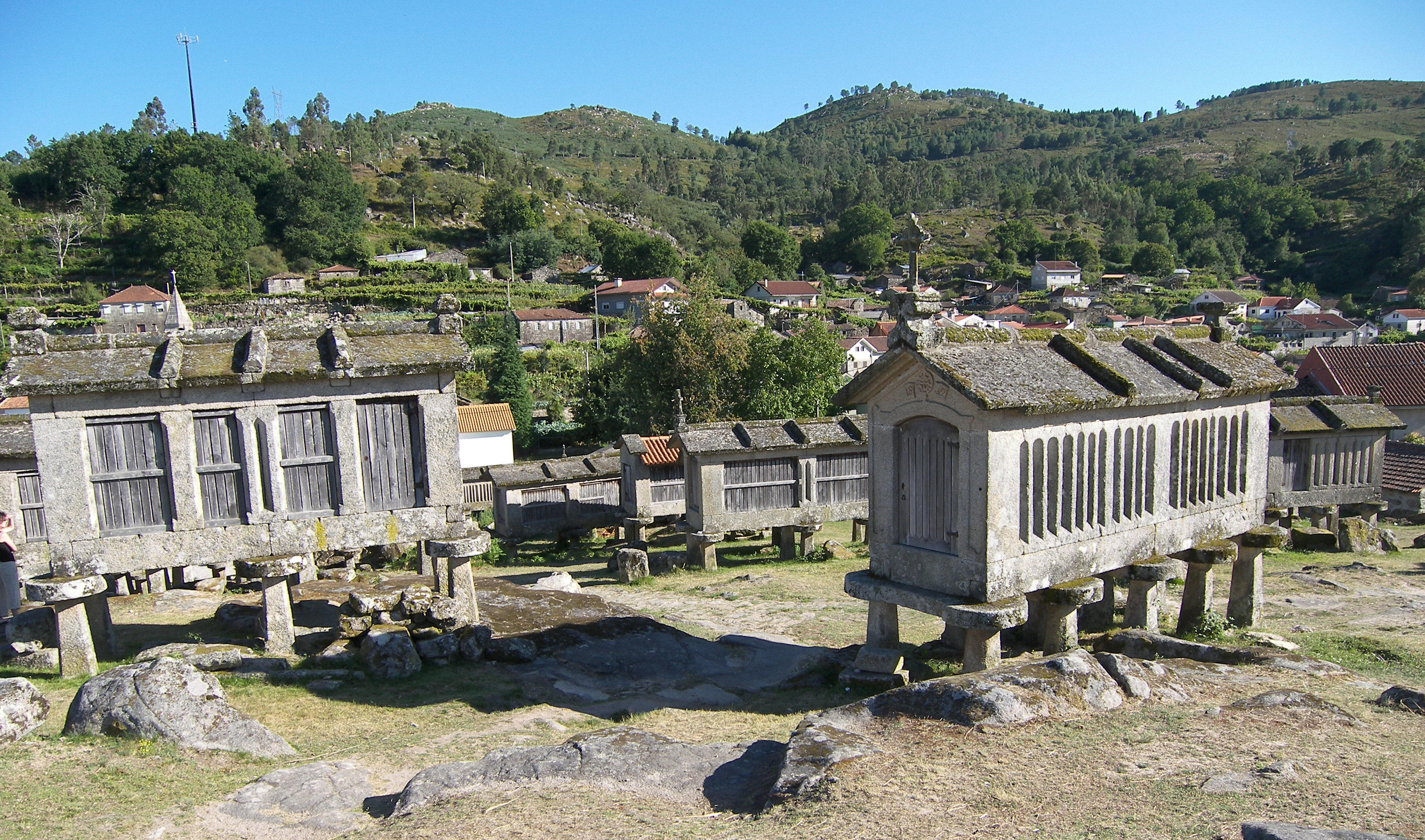
Espigueiros in Lindoso – uralte Getreidespeicher auf Stelzen – die Wahrzeichen Nordportugals
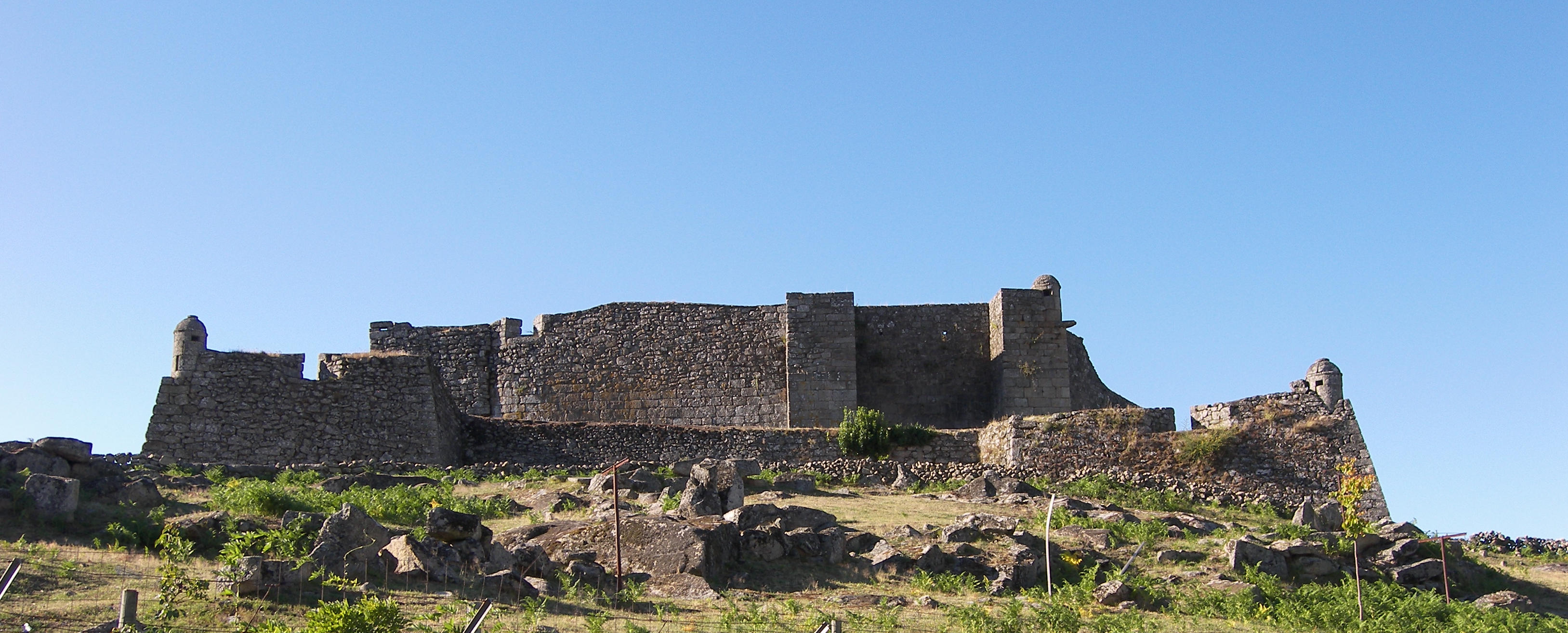
Castelo do Lindoso
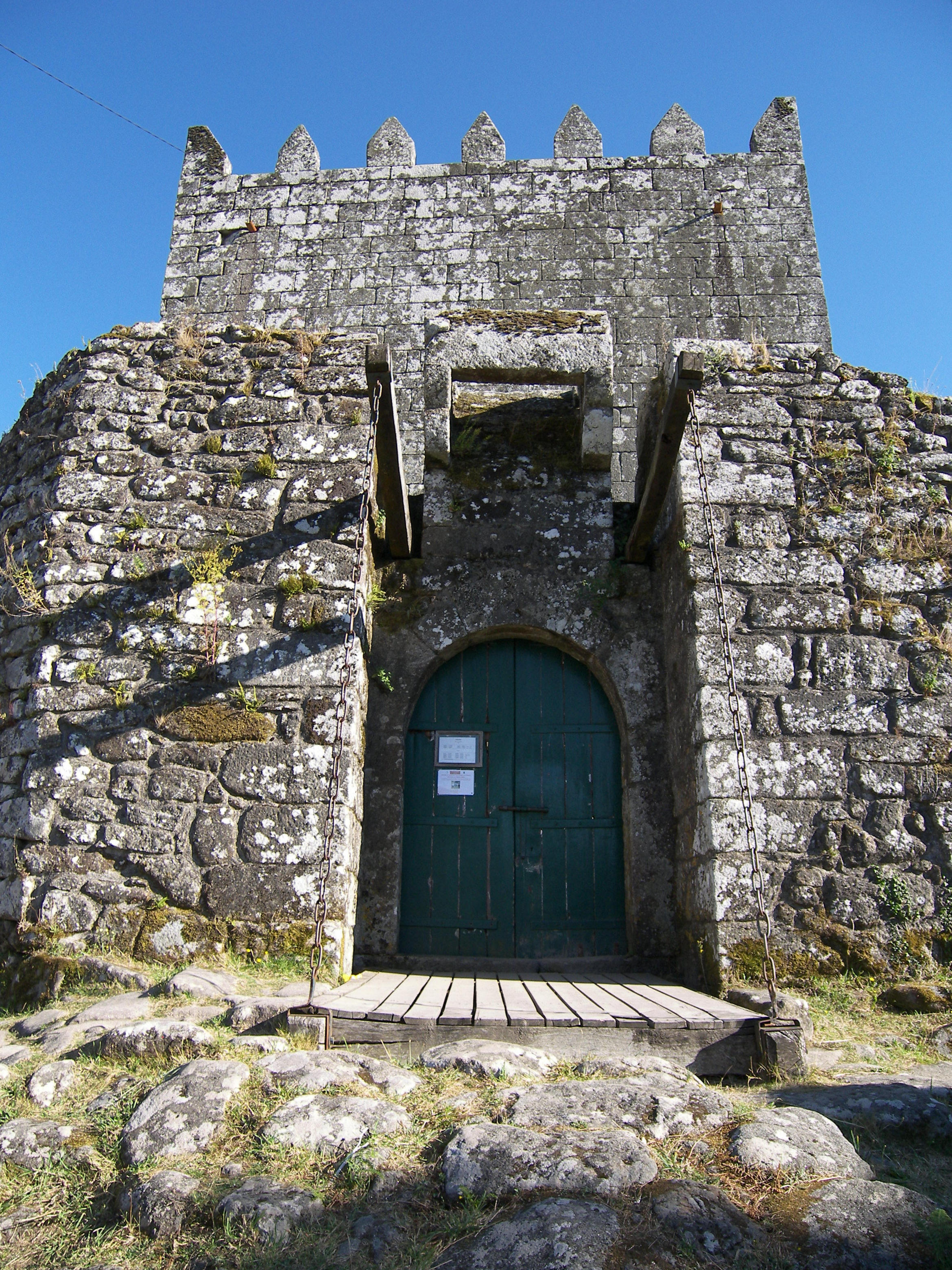
Tor mit Zugbrücke zum Castelo do Lindoso
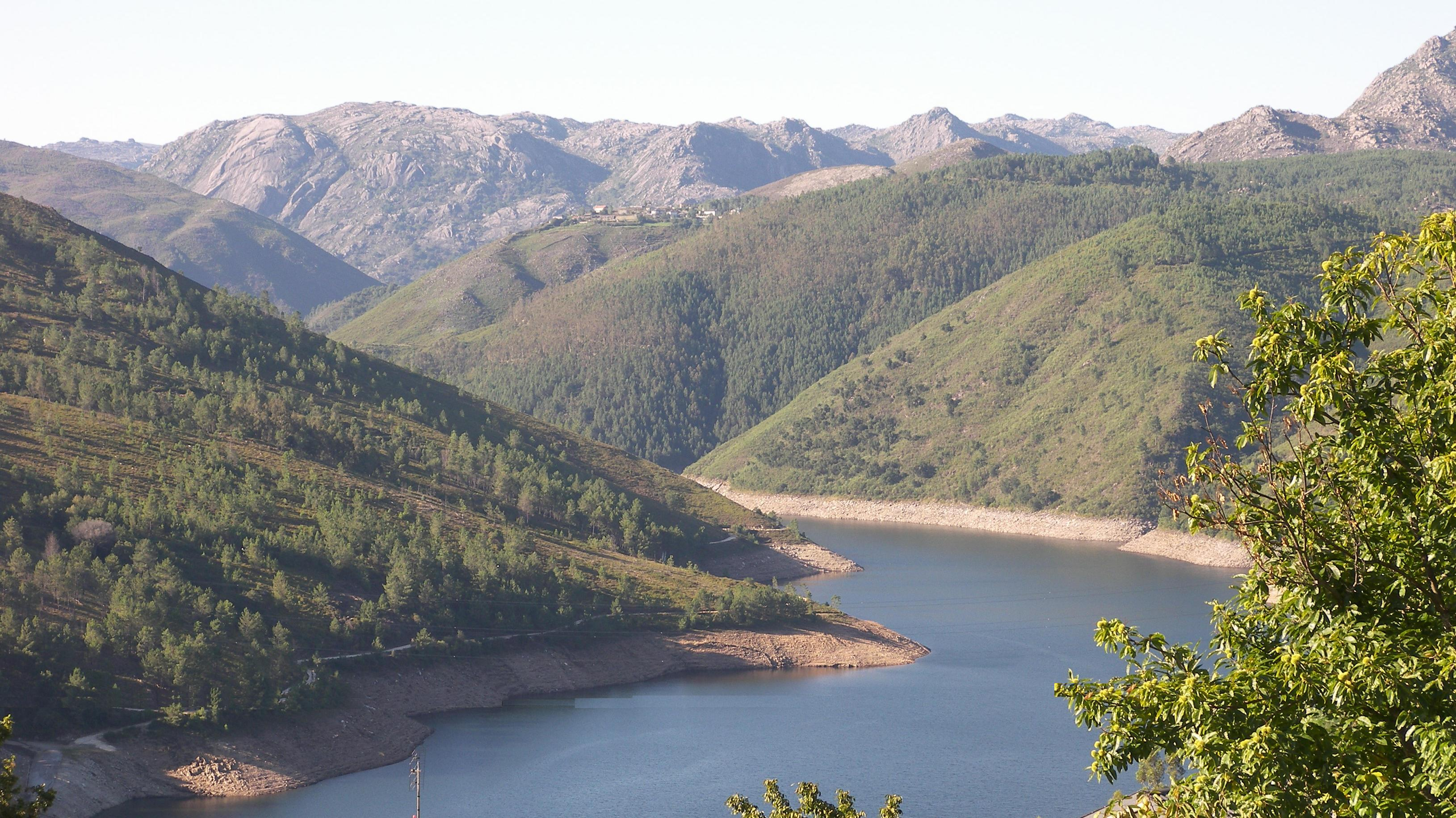
Stausee des Rio Lima bei Lindoso, Blick vom Castelo Richtung Norden. In den Bergen: der span. Grenzort Olelas
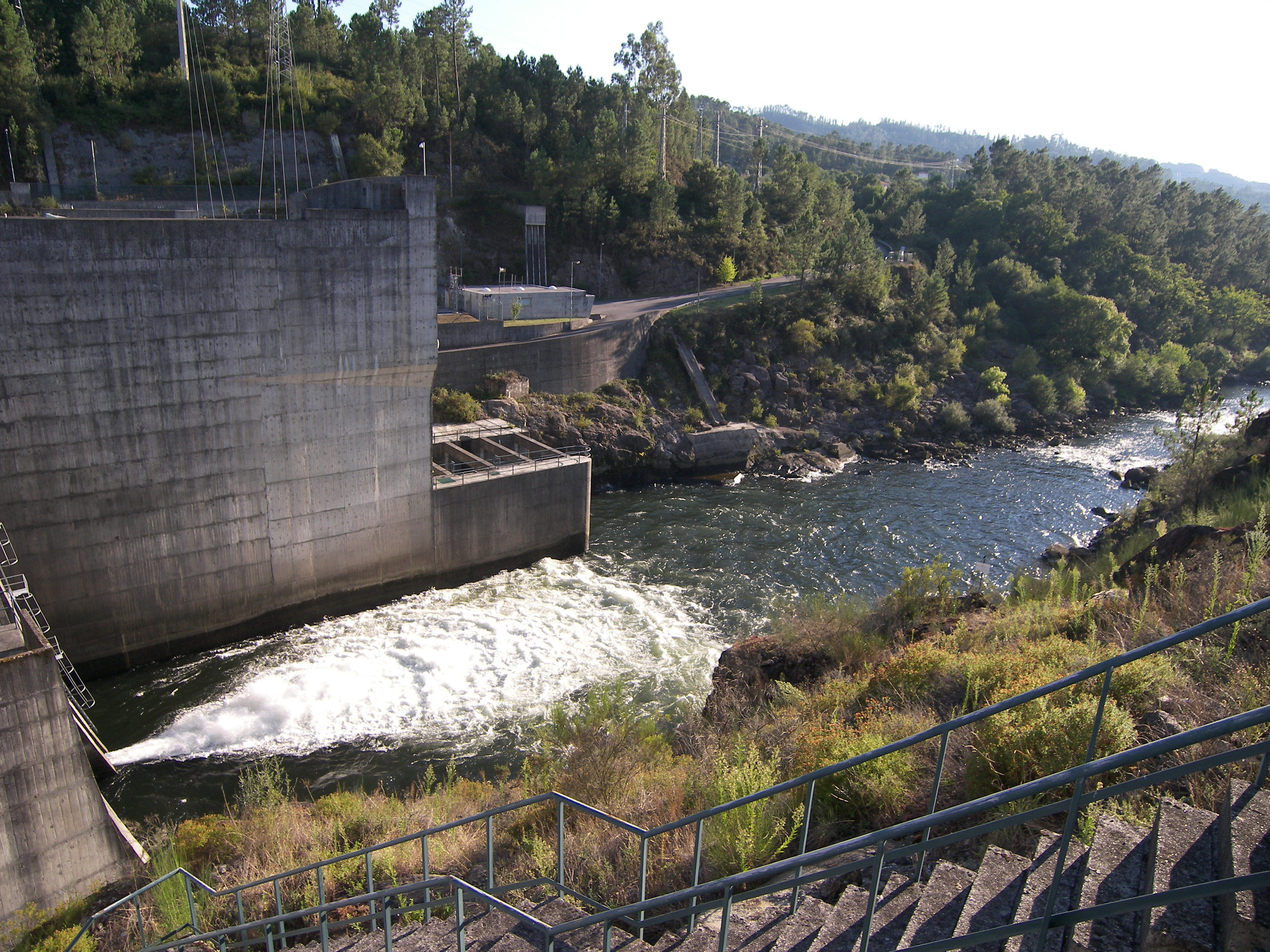
Durchlass des Rio Lima an der Staumauer bei Parada
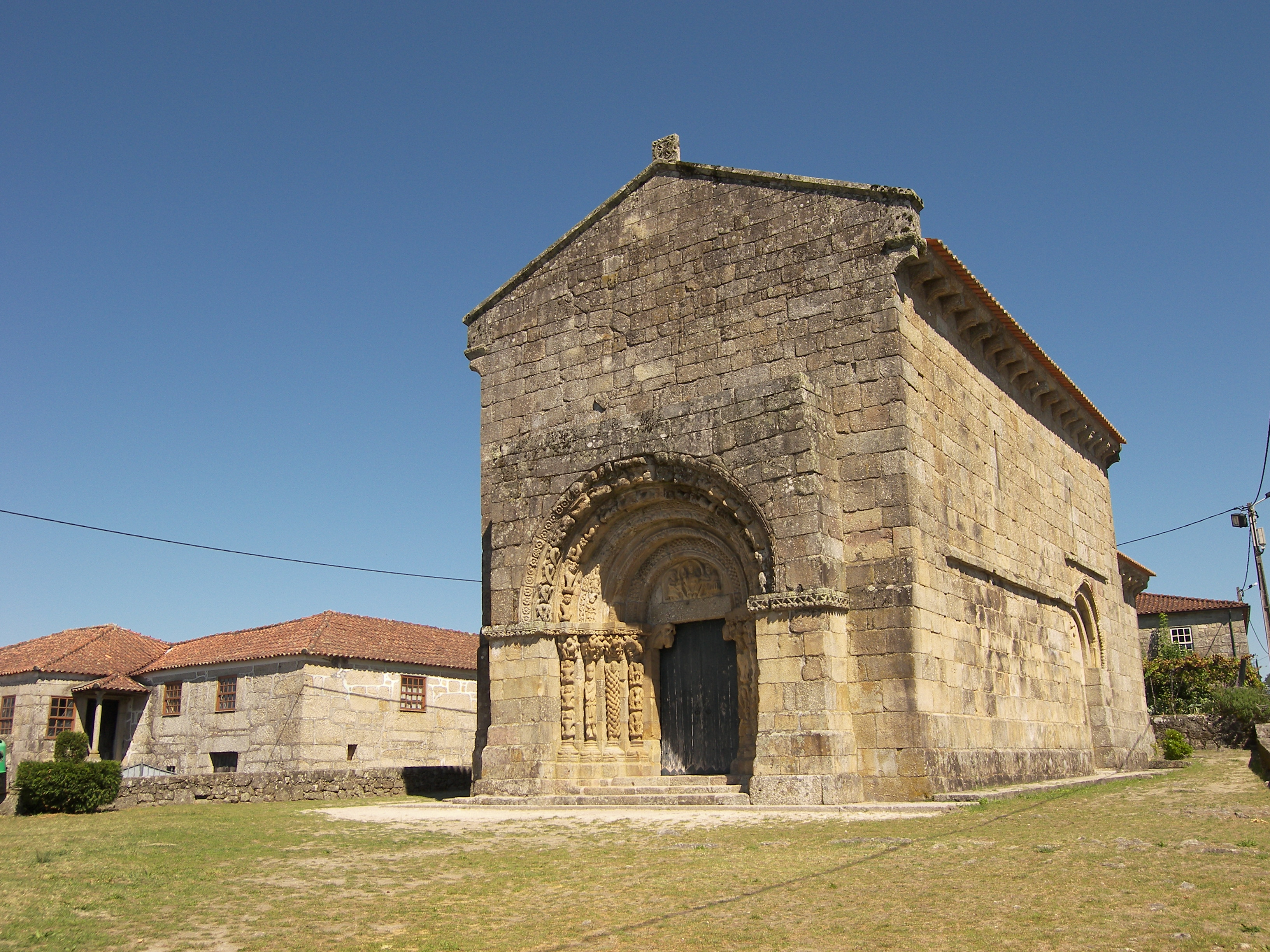
Igreja do São Salvador (Bravães)
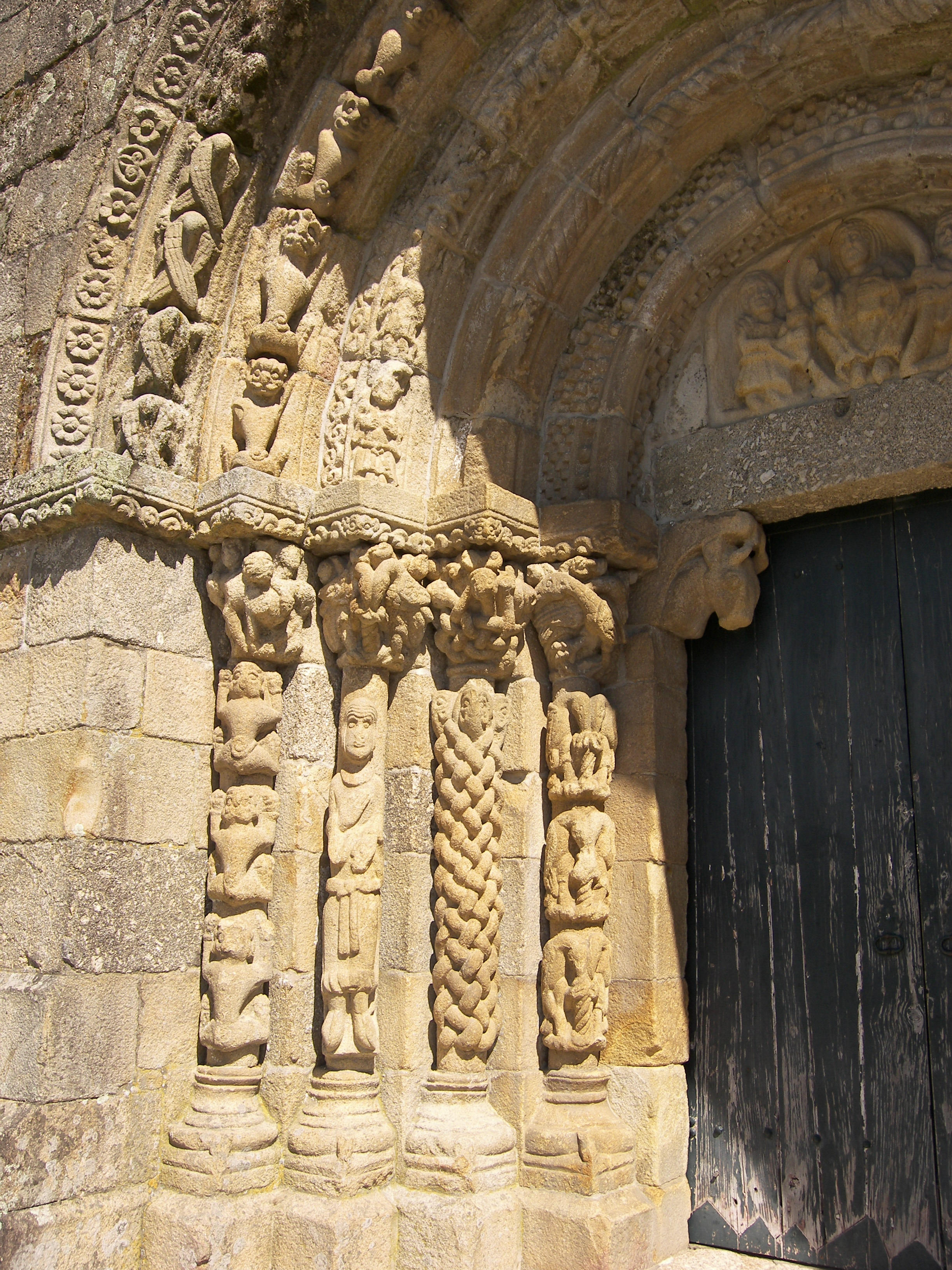
Westportal der Igreja do São Salvador (Bravães)
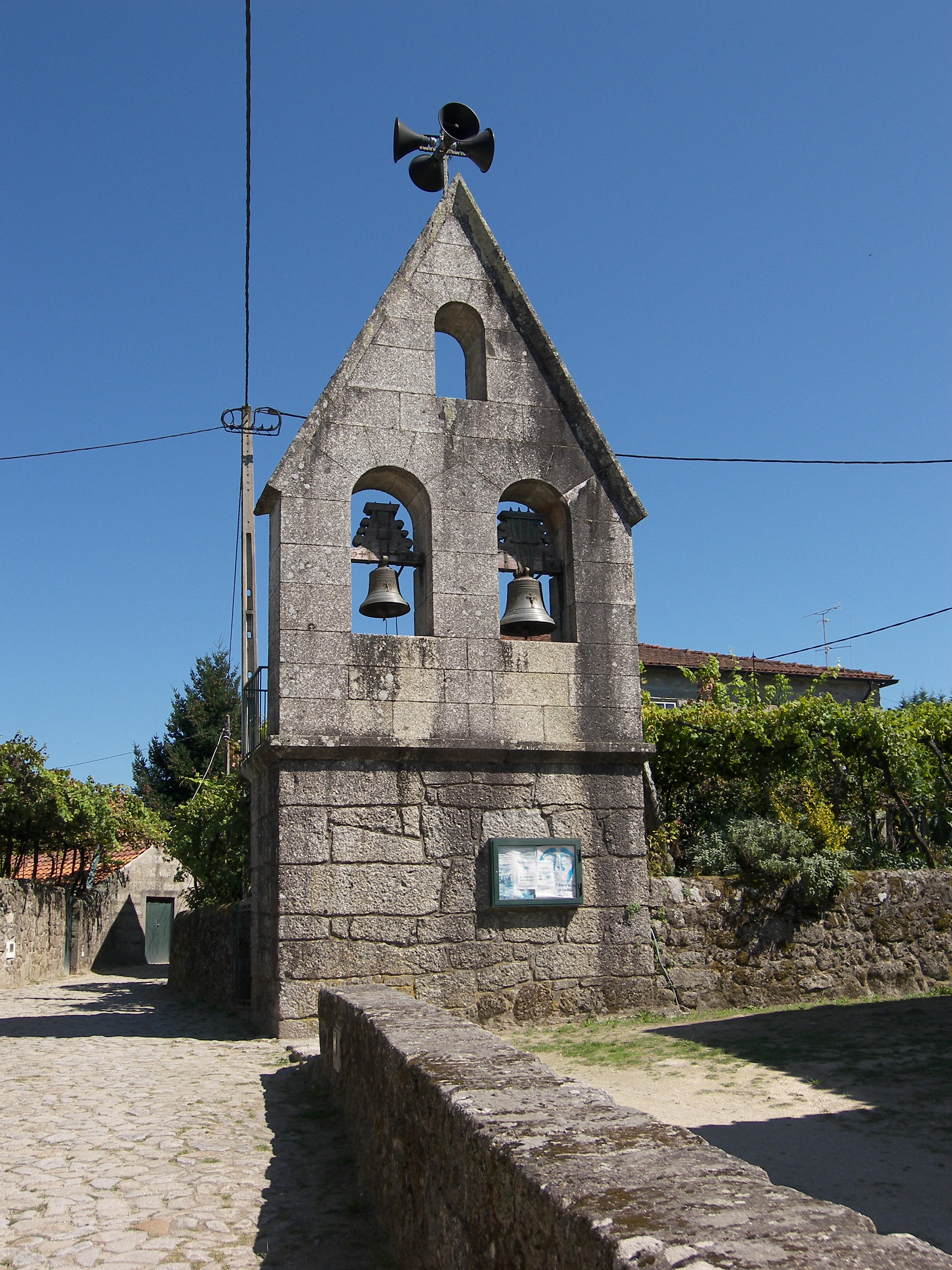
Glockenturm der Igreja do São Salvador (Bravães)